# Adipokin
Adipokini ili adipocitokini (grč. adipo-, masnoća; cyto-, ćelija; i  -kinos, kretanje) su citokinske proteini (međućelijske signalizacije koje izlučuje adipozno tkivo.
Adipokini su:
- hemerin[1]
- interleukin-6 (IL-6)[2]
- inhibitor plasminogen aktivatora-1 (PAI-1)
- retinol vezujući protein 4 (RBP4)
- faktor nekroze tumora-alfa (TNFα)
- visfatin
- Leptin

## Literatura
1. ↑  MacDougald1, Ormond A. and Burant, Charles F. (September 2007) "The Rapidly Expanding Family of Adipokines" Cell Metabolism 6: pp. 159-161
2. ↑  Monzillo, Lais U. (2003) "Effect of Lifestyle Modification on Adipokine Levels in Obese Subjects with Insulin Resistance" Obesity Research 11(9): pp. 1048-1054

## Spoljašnje veze
- Adipokines на 